# درينا
درينا (بالصربية:Дрина) نهر في يوغسلافيا طوله 465 كم يخرج منبعاه من الجبل الأسود ويتحدان في البوسنه ثم يتجه النهر شمالا ليصب في نهر السافا .

## وصلات خارجية
- بوابة البوسنة والهرسك باللغة العربية
- نهر درينا في البوسنة والهرسك